# Lochaber Loch
Lochaber Loch är en sjö i Storbritannien.   Den ligger i riksdelen Skottland, i den centrala delen av landet, 400 km nordväst om huvudstaden London. Lochaber Loch ligger 135 meter över havet.  I omgivningarna runt Lochaber Loch växer i huvudsak blandskog.